# Gabriel Soler
Gabriel Soler, (Mallorca, difunt abans de 1475), bruixoler i, per tant, mestre de cartes de navegar d'obra no conservada, molt probablement fill de Rafel Soler. Es troba documentat entre 1449 i 1474; el 1475 consta com a difunt.

## Genealogia dels cartògrafs Soler-Lloret
```
──
Guillem Soler
 (doc. 1368-†<1402)
├──
Joan Soler
 (doc. 1405-1409)
│ └──
Rafel Soler
 (doc. 1420-†<1446)
│ └──
Gabriel Soler
 (doc. 1446-1475)
└──Margarita ∞(<1402) Esteve Lloret
└──
Rafel Lloret
 (doc. 1436-†<1451)
```